# Alenka Godec

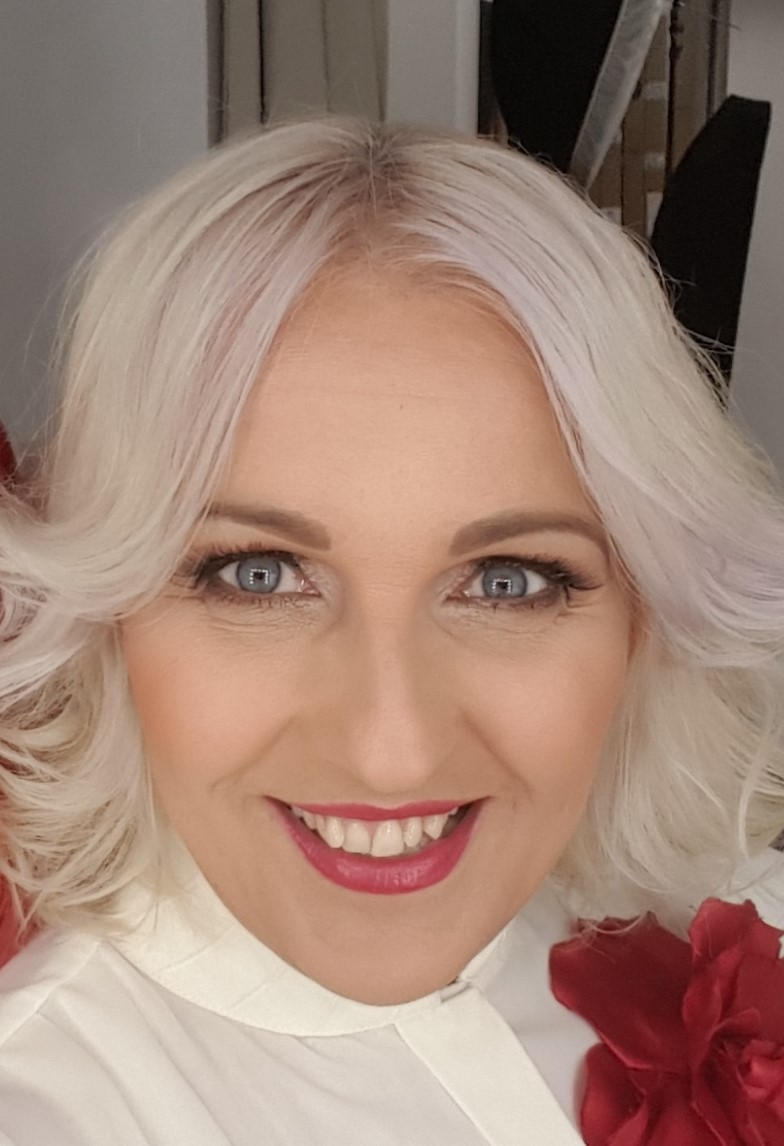
Godec, 2016

Alenka Godec (geb. 5. November 1964 in Ljubljana, SFRJ) ist eine slowenische Sängerin, die vor allem in Jazz und Popmusik singt. Sie trat mit ihrem eigenen Trio auf, aber auch mit den Gruppen Café und den New Swing Singers.

## Alben
| Erscheinungsjahr | Titel                                           |
| ---------------- | ----------------------------------------------- |
| 1992             | Tvoja                                           |
| 1995             | Prebujena                                       |
| 1997             | Čas zaceli rane                                 |
| 2000             | Vse ob pravem času                              |
| 2002             | V meni je moč                                   |
| 2005             | Mesto sanj                                      |
| 2008             | So najlepše pesmi že napisane                   |
| 2009             | So najlepše pesmi že napisane (special edition) |
| 2014             | S kotički ust navzgor                           |